# William Cary
William Cary (1759 – 1825) è stato un ottico inglese.
Fu uno degli ottici e dei costruttori inglesi di strumenti scientifici più apprezzati del suo tempo. Allievo di Jesse Ramsden, fu attivo a Londra, produsse e commerciò bussole, globi, microscopi, telescopi, strumenti di rilevamento e apparecchi di fisica. È autore di una Description de la lunette achromatique, un esemplare della quale si conserva nella biblioteca del Museo Galileo.